# Elemento irredutível
Seja {\displaystyle A} um anel comutativo. Um elemento {\displaystyle x\in A} é irredutivel se {\displaystyle x\neq 0}, se {\displaystyle x\not \in A^{*}} ({\displaystyle A^{*}} é o conjunto das unidades de {\displaystyle A}) e se {\displaystyle x=ab} com {\displaystyle a,b\in A} então {\displaystyle a\in A^{*}} ou {\displaystyle b\in A^{*}} (isto é, a ou b é unidade de {\displaystyle A}).

## Exemplo
- Todo número primo no conjunto dos números inteiros é irredutível;
- Os polinômios irredutíveis.
- No anel dos inteiros quadráticos {\displaystyle \mathbf {Z} [{\sqrt {-5}}]}, o número 3 é irredutível, mas não é primo desde que 9 pode ser escrito como {\displaystyle \left(2+{\sqrt {-5}}\right)\left(2-{\sqrt {-5}}\right)} ou como {\displaystyle 3\cdot 3}.